# 環衛工人

南非德班的环卫工人

环卫工人是负责:2清洁道路、公园、公共场所、下水道、雨水渠和公共廁所等卫生设施的人員:4。此外他們還要從事回收城市垃圾和固体废物等工作。環衛工人的工作条件比較惡劣，他們容易被感染、受伤，而且還會因為從事的工作而被人歧視。